# Херич
Херич (енгл. Harwich) је град у Есексу, једна од лука на Северном мору, на источној обали Енглеске. Најближи градови су Ипсвич (северозападно) и Колчестер (југозападно). Херич је најсевернија лука у Есексу. По попису из 2011. имао је 17.684 становника.

## Историја
Име места је староенглеског порекла, и у преводу значи војничко насеље (here-wic). Као село се први пут помиње 1177, а статус града добио је 1238. Као једина сигурна лука између Темзе и реке Хамбер, од почетка је био важно пристаниште, а 1657. је утврђен и претворен у базу ратне морнарице.
Херич је био важна утврђена база британске ратне морнарице у Првом и Другом светском рату.